# Zelimchan Dzihasow
Zelimchan Arturowycz Dzihasow (ukr. Зелімхан Артурович Дзігасов; ur. 29 marca 1994) – ukraiński zapaśnik walczący w stylu klasycznym. Brązowy medalista wojskowych MŚ w 2016. Siódmy w Pucharze Świata w 2016. Trzeci na mistrzostwach Ukrainy w 2017 roku.